# Lü Bu
 (mars 2023).
Si vous disposez d'ouvrages ou d'articles de référence ou si vous connaissez des sites web de qualité traitant du thème abordé ici, merci de compléter l'article en donnant les références utiles à sa vérifiabilité et en les liant à la section « Notes et références ».
Lü Bu (153/156 - 198/7 février 199) ou Lu Pou (chinois traditionnel : 呂布, simplifié : 吕布, pinyin : Lǚ Bù), de son prénom social Fengxian (奉先, Fèngxiān) était un général puis un petit seigneur de guerre de l’époque de la fin de la dynastie Han.
Lü Bu est principalement connu pour avoir trahi et tué ses deux pères adoptifs, Ding Yuan en 189 et le tyran Dong Zhuo en 192. Après avoir trahi le gouverneur Liu Bei par deux fois en 196 et 198 et pris possession de la province de Xu, il fut capturé par le seigneur de guerre Cao Cao. Ce dernier pensa un moment le garder à son service, mais après avoir considéré ses multiples trahisons, préféra l'exécuter par strangulation en 199.
Son personnage fut popularisé au XIVe siècle par le roman Histoire des Trois Royaumes de Luo Guanzhong. Il y est présenté comme un guerrier invincible, maître de la hallebarde et de l’arc, chevauchant le cheval Lièvre Rouge capable de parcourir mille li en une journée. Selon un proverbe de l'époque : « Parmi les hommes il y a Lü Bu, parmi les chevaux, il y a Lièvre Rouge. »
Cependant, il y est également dépeint comme une personne arrogante, fourbe et aisée à manipuler.
Il a une fille du nom de Lu Lingqi. Sa concubine préférée était Diao Chan. Lü Bu est connu au Japon sous le nom de Ryofu Hōsen, en Corée sous celui de Yeopo Bongseon (여포 봉선) et au Viêt Nam sous celui de Lã Bố Phụng Tiên.

## Biographie

### Service sous Ding Yuan et Dong Zhuo
Selon le Livre des Han postérieurs et les Chroniques des Trois Royaumes, Lü Bu naît dans le district de Wuyuan dans le Jiuyuan (aujourd’hui Baotou dans le Shaanxi). Reconnu pour ses talents martiaux, il est recommandé pour servir la province de Bing (région aux alentours de l’actuelle Shanxi). Lorsque l’inspecteur de la province, Ding Yuan, est promu au rang de colonel de la cavalerie (騎都尉, qí dūwèi) et se poste en garnison à Henei (aujourd’hui Hanoï), il prend Lü Bu sous ses ordres et le nomme maître des registres (主簿, zhǔ bù).
En 189, à la mort de l'empereur Lingdi, et à la suite de la crise de succession, Ding Yuan se rend avec son armée à Luoyang, alors la capitale, et emmène Lü Bu avec lui. Il se range aux côtés du maréchal He Jin et complote contre les eunuques qui détiennent une partie du pouvoir. Cependant, la cabale est éventée et He Jin est assassiné, ce qui déclenche une purge des eunuques au palais impérial. Le général Dong Zhuo arrive à la capitale peu après avec sa propre armée et s'approprie les soldats de He Jin et He Miao, morts au cours de la purge. Désireux d'annexer également les troupes de Ding Yuan, il parvient à convaincre Lü Bu de tuer celui-ci pour lui, sachant que Ding Yuan lui portait une entière confiance. Lü Bu rapporte à Dong Zhuo la tête de Ding Yuan et reçoit en récompense le rang de colonel de la cavalerie. Dong Zhuo, qui lui voue une véritable affection, le prend comme fils adoptif. En 190, Dong Zhuo détrône Liu Bian, qui venait d'être proclamé empereur, pour introniser à sa place Liu Xie (l'empereur Xiandi). Lorsqu'une coalition se lève contre Dong Zhuo, ce dernier, après avoir pillé Luoyang, déplace la capitale à Chang'an (aujourd'hui Xi'an), se proclame Premier ministre et contrôle l'empire au travers de l'empereur.
Lü Bu se révèle être un cavalier et archer accompli, d'une grande force physique, et reçoit le surnom de « général volant » (飛將, fēi jiāng). Plus tard, il est promu au rang de général de corps d'armée impérial (中郎將, zhōng láng jiāng) et reçoit le titre de marquis de Douting (都亭侯, Dōutíng hóu).
Sachant qu'il s'était fait beaucoup d'ennemis et craignant de se faire assassiner, Dong Zhuo utilise Lü Bu comme garde du corps et le garde en permanence à ses côtés. Cependant, il se montre souvent irritable et laisse éclater sa colère sans penser aux conséquences. Un jour, Lü Bu commet une petite faute et Dong Zhuo, furieux, saisit une petite hallebarde et la jette contre lui. Lü Bu parvient à l'esquiver et à faire accepter ses excuses, mais après cet incident conçoit de la rancœur envers Dong Zhuo. Lü Bu, également chargé de la protection des appartements de Dong Zhuo, a une aventure avec une de ses servantes, Diaochan, et vit dans l'angoisse que Dong Zhuo la découvre.
En mai 192, Lü Bu se confie au ministre du Peuple Wang Yun, et le père de Diaochan. Ce dernier conspirait alors contre Dong Zhuo et propose à Lü Bu de rejoindre son complot. Initialement, Lü Bu refuse : « Dong Zhuo et moi sommes père et fils, comment pourrais-je agir ainsi ? », cependant Wang Yun rétorque : « Votre nom de famille est Lü. Vous n'êtes pas de la même chair ni du même sang que Dong Zhuo. Et maintenant vous craignez que celui-ci un jour ne vous tue. Comment peut-on parler de père et fils dans ces conditions ? » Convaincu, Lü Bu accepte de se rallier au complot de Wang Yun.
Le 22 mai, Lü Bu se rend aux portes du palais de Chang'an avec une dizaine d'hommes, dont le colonel de la cavalerie Li Su, pour accueillir Dong Zhuo. Li Su attaque Dong Zhuo, et celui-ci, alarmé, appelle Lü Bu à l'aide. Lü Bu dit simplement : « J'ai un ordre impérial » avant de le tuer. Le maître des registres Tian Jing se précipite auprès du corps de Dong Zhuo mais Lü Bu l'abat également. En récompense, Wang Yun le nomme « général qui provoque le prestige » (奮威將軍 fèn wēi jiāngjūn) et marquis de Wen (温侯, Wēn hóu) et la cérémonie qu'il reçoit en cet honneur est digne de celle des Trois ministres. En outre, il reçoit la charge de s'occuper des affaires d'état avec le nouveau gouvernement.

### Exil

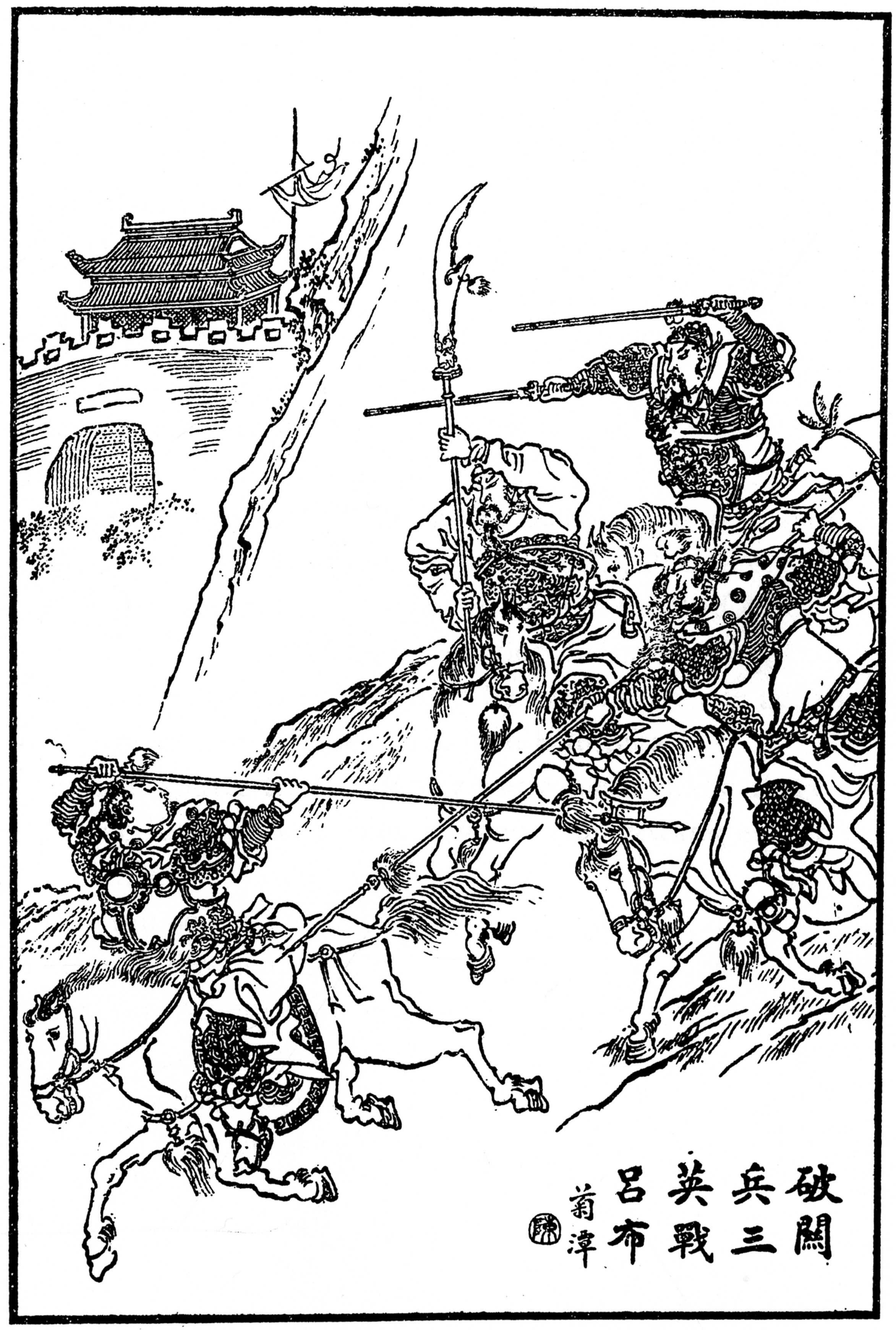
Illustration du chapitre 5 d'une édition de lHistoire des Trois Royaumes de la dynastie Qing : Lü Bu (à gauche), à cheval sur Eclair de feu, tenant tête aux trois frères jurés Liu Bei (portant deux épées), Guan Yu (portant un guandao) et Zhang Fei (portant une lance) au détroit de Hulao. Cette célèbre scène est purement fictive et ne figure dans aucune chronique historique.

En raison de l'assassinat de Dong Zhuo, Lü Bu s'attire l'animosité de nombreuses personnes dans la province de Liang, d'autant qu'aucun pardon impérial n'est prononcé pour les anciens subordonnés de Dong Zhuo. L'un d'eux, Li Jue, secondé par Guo Si, lance une attaque contre Chang’an. Selon la Chronique des héros, Lü Bu convainc Guo Si de l’affronter dans un duel singulier et parvient à le blesser d’un coup de lance.
Le 28 juin 192, Lu Bü est vaincu et fuit Chang’an à travers le détroit de Wu en compagnie de quelques centaines de cavaliers, tandis que Li Jue s’empare de l’empereur. Le 4 juillet, il fait exécuter Wang Yun et toute sa famille. Lü Bu se réfugie auprès du seigneur de guerre Yuan Shu. En tuant Dong Zhuo, qui était un ennemi de Yuan Shu, Lü Bu pensait avoir rendu à ce dernier un grand service. Mais Yuan Shu, révulsé par les multiples trahisons de Lü Bu au cours de sa carrière, refuse de le prendre à son service. En conséquence, Lü Bu se rend au nord et brigue un poste auprès de Yuan Shao, un puissant seigneur de guerre.
Yuan Shao décide de l’engager et l’envoie en expédition à Changshan contre le bandit Zhang Yan, qui mène alors une rébellion avec dix mille soldats et plusieurs milliers de cavaliers. Lü Bu part avec son cheval, Lièvre Rouge, ainsi que son conseiller Cheng Lian, et parvient à venir à bout de Zhang Yan. Cependant, ses troupes pillent la région, au grand mécontentement de Yuan Shao. Sentant l’animosité de Yuan Shao à son égard, Lü Bu demande à Yuan Shao la permission de le quitter. Yuan Shao, de peur que Lü Bu ne se retourne un jour contre lui, planifie son assassinat. Selon la Chronique des héros, après ses victoires, Lü Bu se montre arrogant envers les généraux de Yuan Shao, refuse d’obéir à leurs ordres, et réclame qu’on lui offre la ville de Luo. Yuan Shao fait mine de lui offrir un poste de colonel ainsi que trente soldats qui ont pour mission de l’assassiner. Cependant le complot s’ébruite et lorsque les soldats exécutent leurs ordres à la faveur de la nuit, ils ne poignardent que le lit et les draps.
Lü Bu s’enfuit à Henei et Yuan Shao ordonne à ses généraux de le poursuivre, mais ceux-ci craignent tellement Lü Bu qu’ils évitent de trop presser le pas.
Lors de sa fuite, Lü Bu fait la rencontre de Zhang Miao, le grand gouverneur de Chenliu, et avant son départ, tous deux se serrent la main pour faire un vœu solennel d’amitié. Cependant ce geste vaut à Zhang Miao de s’attirer les foudres de Yuan Shao, qui était en froid avec celui-ci depuis l’époque de la coalition contre Dong Zhuo. Zhang Miao craint également ne pas pouvoir compter sur la protection du seigneur de guerre Cao Cao malgré les liens d’amitié qui les unissent. C’est pourquoi en 194 (1re année de Xingping), Zhang Miao rejoint son frère Zhang Chao et le général Chen Gong dans une rébellion contre Cao Cao. Chen Gong recrute alors Lü Bu et lui offre le poste de protecteur de la province de Yan. Cao Cao, qui menait alors une campagne contre Tao Qian pour venger la mort de son père doit se retirer pour mater la rébellion. Il affronte Lü Bu à Puyang durant une centaine de jours sans parvenir à le vaincre. La famine force cependant Lü Bu à se replier à l’est de Shanyang. Sur les deux années suivantes, Cao Cao parvient à reprendre toutes les villes rebelles et inflige une défaite à Lü Bu à Juye. Lü Bu fuit vers l’est, pour se réfugier auprès de Liu Bei, le gouverneur de la province de Xu.

### Occupation de Xiu

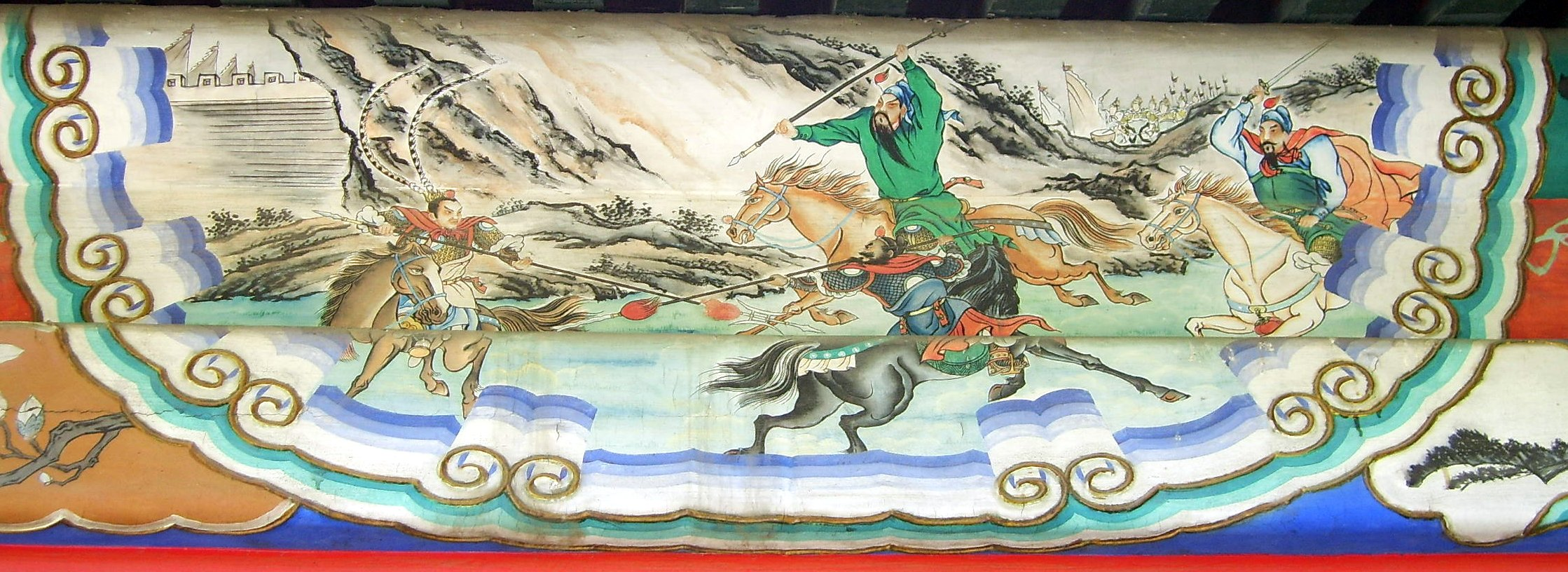
Lü Bu affrontant Liu Bei, Guan Yu et Zhang Fei.

Selon la Chronique des héros, Lü Bu se montre extrêmement respectueux envers Liu Bei. Il l’invite à sa tente, le laisse s’asseoir sur le lit de sa femme, oblige sa femme à lui présenter ses respects, lui prépare un festin, et le nomme « petit frère ». Cependant Liu Bei juge les paroles de Lü Bu creuses et fait mine d’accepter sans être convaincu.
Liu Bei prépare une expédition à l’est pour attaquer Yuan Shu, qui s’était proclamé empereur. Lü Bu, avec la complicité de Cao Bao, en profite pour trahir Liu Bei, capturer Xiapi et se proclamer gouverneur de Xu (徐州刺史, Xúzhōu cìshǐ). Yuan Shu envoie le général Ji Ling avec une armée de trente mille hommes pour attaquer Liu Bei et ce dernier doit se résoudre à demander de l’aide à Lü Bu. Les généraux de Lü Bu lui recommandent : « Mon général, vous avez toujours désiré tuer Liu Bei, vous pouvez laisser Yuan Shu s’en charger. » Mais Lü Bu répond : « Non, car si Yuan Shu défait Liu Bei, il pourra se coordonner avec ses généraux au nord, et je me retrouverai encerclé. Je n’ai pas d’autre choix que de sauver Liu Bei. » Il se rend auprès de Liu Bei avec mille soldats et deux cents cavaliers, et Ji Ling, apprenant que Lü Bu arrive, n’ose pas lancer l’assaut. Lü Bu invite Ji Ling à un festin en compagnie de Liu Bei, et au cours de celui-ci, lui dit : « Xuande [prénom social de Liu Bei] est un petit frère pour moi, et votre armée est en train d’encercler mon petit frère, c’est pourquoi je viens le sauver. Mais je n’apprécie pas de résoudre les problèmes par la violence, je préfère les résoudre par la discussion. » Lü Bu ordonne que l’on plante une hallebarde à l’entrée du camp, et annonce : « Messeigneurs, regardez-moi tirer une flèche sur la hampe de la hallebarde. Si ma flèche atteint sa cible, vous cesserez les hostilités. Dans le cas contraire, vous pouvez commencer l’affrontement. » Saisissant son arc il tire droit dans la hampe de la hallebarde, et autour de lui les généraux s’exclament : « Le général Lü Bu possède la puissance céleste. » Le banquet continue jusqu’au lendemain, puis les deux armées se séparent.
Yuan Shu tente alors de rallier Lü Bu à lui en envoyant un messager, Han Yin, pour proposer de marier le fils de Yuan Shu, Yuan Yao avec la fille de Lü Bu, Lu Lingqi. Ce dernier accepte le mariage et Yuan Shu demande que Lü Bu lui envoie sa fille. Cependant, Chen Gui, le gouverneur de Pei et ennemi politique de Yuan Shu craint cette union et tente de persuader Lü Bu de refuser ce mariage et de se rallier plutôt à Cao Cao. Lü Bu, qui gardait de la rancœur envers Yuan Shu lorsqu'autrefois celui-ci avait refusé de le garder à son service, se laisse convaincre, fait rappeler le chariot de sa fille qui était déjà en route, et fait décapiter Han Yin. Entre-temps, Cao Cao recommande Lü Bu au poste de général de la gauche (左將軍, zuǒ jiāngjūn). Lorsqu’il reçoit la nouvelle, Lü Bu est fou de joie et envoie Chen Deng, le fils de Chen Gui, à la capitale pour transmettre ses remerciements et briguer officiellement le poste de protecteur impérial de la province de Xu (徐州牧, Xúzhōu mù).
Lorsque Chen Deng fait la rencontre de Cao Cao, il lui dit que Lü Bu, quoique brave, n’a aucune tactique, qu’il est prompt à retourner sa veste, et qu’il serait judicieux de l’écarter de la scène politique le plus vite possible. Cao Cao dit alors : « Bu est tel le louveteau, plein d’ambitions sauvages. Il ne faut pas l’élever plus longtemps. » Il récompense Chen Gui et nomme Chen Deng grand gouverneur de Guangling en lui donnant comme instructions de recruter davantage d’hommes qui pourraient servir d’agent double.
Lorsque Chen Deng retourne auprès de Lü Bu et que celui-ci apprend que Cao Cao ne l'a pas fait nommer gouverneur de Xu, il est si furieux qu’il empoigne une hallebarde et en frappe une table. Il crie alors à Chen Deng : « Ton père m’avait conseillé de m’allier avec le seigneur Cao et d’abandonner la proposition de mariage de Gonglu [prénom social de Yuan Shu]. Te voilà de retour sans rien pour moi alors que ton père et toi semblez avoir grandement profité du voyage. Je suis certain que tu m’as trahi. Qu’as-tu dit de moi ? » Chen Deng reste calme durant l’éclat de fureur de Lü Bu et répond tranquillement : « Lorsque j’ai vu le seigneur Cao, je lui ai dit : “Traiter avec mon général [Lü Bu] est comme élever un tigre : il faut lui donner son content de viande car lorsqu’il a faim, il dévore les hommes.” Mais le Seigneur Cao m’a répondu : “Je ne suis pas d’accord. C’est plutôt comme élever un aigle : il ne sert que tant qu’il a faim car une fois qu’il a mangé, il s’envole au loin.” » Ces paroles calment alors la fureur de Lü Bu et dissipe ses soupçons.
Yuan Shu, furieux du comportement de Lü Bu, envoie le général Zhang Xun en compagnie de Han Xian et Yang Feng l'attaquer. Lü Bu dit à Chen Gui : « Yuan Shu m'a envoyé son armée parce que j'ai suivi tes conseils. Qu'allons-nous faire ? » Chen Gui répond : « Xian, Feng et Yu ont été envoyés ensemble, mais ceux-ci ne savent pas s'entendre lorsqu'il s'agit d'ériger des tactiques. Selon mon fils Deng, ils sont tels les poules qui ne peuvent toutes se percher sur la branche : il suffira de semer la discorde entre eux et leur armée se divisera. » Lü Bu envoie alors des messagers pour proposer à Han Xian et Yang Feng de trahir Yuan Shu et d'attaquer Zhang Xun en l'échange de tout l'équipement que leur avait confié Yuan Shu. Ceux-ci acceptent et infligent à Zhang Xun une importante défaite.

### Chute

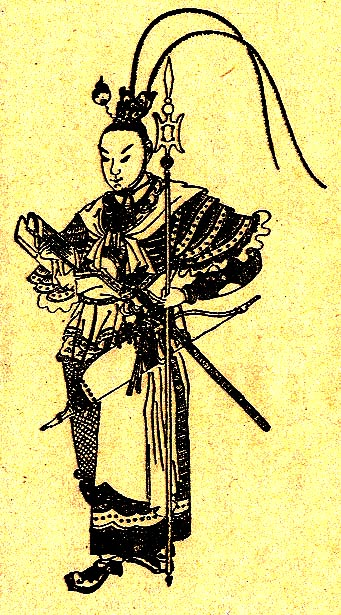
Portrait de Lü Bu, d'après une édition de lHistoire des Trois Royaumes de la dynastie Qing.

En juin 198, Lü Bu trahit à nouveau Liu Bei et s'allie à Yuan Shu. Initialement, Cao Cao envoie le général Xiahou Dun pour venir en aide à Liu Bei, mais celui-ci est défait par Gao Shun. Cao Cao décide de mener personnellement une expédition pour venir à bout de Lü Bu, et, lorsqu'il commence le siège de Xiapi, il envoie une lettre à Lü Bu pour l'inciter à se rendre. Lü Bu pense dans un premier temps accepter, mais son conseiller Chen Gong s'y oppose véhément et Lü Bu demande finalement à Yuan Shu de lui envoyer des renforts. Il tente une sortie avec mille cavaliers, mais subit une défaite et s'abrite derrière les murs de la ville et n'ose plus tenter de nouvelle bataille.
Yuan Shu n'envoie à Lü Bu aucun renfort et Lü Bu commence à se montrer méfiant envers sa propre armée, bien qu'il fasse toujours confiance à ses généraux. Ces derniers sont cependant très divisés et perdent la plupart de leurs batailles. Cao Cao fait détourner les eaux de la rivière Yi pour inonder la ville et après trois mois de siège, le moral est au plus bas. Selon le Livre des Han postérieurs, Hou Cheng, un général de Lü Bu, veut célébrer une victoire avec un peu de vin et demande l'autorisation exceptionnelle à Lü Bu de pouvoir servir un peu de boisson alcoolisée. Lü Bu se met en colère à la demande et accuse Hou Cheng de conspirer contre lui en relâchant la discipline parmi ses rangs. Effrayés par la réaction de Lü Bu. Hou Cheng, Song Xian et Wei Xu décident d'offrir leurs services à Cao Cao et ligotent Chen Gong et Gao Shun pour les livrer.
Finalement, le 7 février 199, Lü Bu pose le drapeau blanc aux portes de la ville en guise de reddition. Lorsqu'il est emmené ligoté devant Cao Cao, il dit à ce dernier : « Mes liens me blessent. Desserrez-les un peu. » Mais Cao Cao répond : « Lorsqu'on ligote un tigre, il faut serrer fort. » Lü Bu supplie alors qu'on lui laisse la vie sauve : « Monseigneur, j'ai toujours été votre principal danger. Maintenant que vous m'avez battu, l'Empire ne craint plus rien. Si Monseigneur dirige l'infanterie et me donne le contrôle de la cavalerie, nous pourrons faire régner l'ordre dans l'Empire ! » Cao Cao montre des signes d'hésitation, mais Liu Bei intervient : « Monseigneur se souvient-il du sort qu'à fait subir Bu à Ding Yuan et Dong Zhuo ? » Lü Bu maudit alors Liu Bei : « Tu es la personne la plus perfide qui soit ! » Cao Cao ordonne l'exécution de Lü Bu par strangulation, châtiment délibérément humiliant car réservé aux femmes. Son conseiller Chen Gong et le général Gao Shun choisissent d'être exécutés tandis que le général Zhang Liao accepte de se mettre au service de Cao Cao. Après son exécution, la tête de Lü Bu est exposée sur la grand-place.

## Le personnage fictif de L'Histoire des Trois Royaumes

### Introduction
L'Histoire des Trois Royaumes est un roman écrit par Luo Guanzhong au XIVe siècle, qui reprend de façon romancée les événements allant de la rébellion des Turbans Jaunes vers 184 jusqu'à l'unification de la Chine par la dynastie Jin en 280. Bien que Luo Guanzhong se soit appuyé sur les chroniques historiques, il a modifié, voire inventé des événements, et modelé le caractère des personnages jusqu'à en faire de véritables archétypes. Ce roman a eu une forte influence en Extrême-Orient et les personnages fictifs sont souvent confondus avec leurs homologues historiques. Cependant, le personnage de Lü Bu a été dans l'ensemble peu remanié par rapport au personnage décrit par les chroniques historiques, en dehors de quelques scènes fictives, en particulier le combat contre les trois frères jurés, et les manipulations de Diao Chan pour pousser Lü Bu à assassiner Dong Zhuo.

### Au service de Dong Zhuo
Lü Bu est introduit au chapitre 3 en tant que fils adoptif de Ding Yuan. Dong Zhuo, désirant le rallier à son service, envoie Li Su, un compatriote de Lü Bu, pour le convaincre de trahir Ding Yuan. Li Su parvient à soudoyer Lü Bu avec de l'or, des perles, une ceinture précieuse, et le cheval Lièvre Rouge. Lü Bu ramène à Dong Zhuo la tête de Ding Yuan et Dong Zhuo le prend comme fils adoptif, et le nomme seigneur de Luoyang ainsi que commandant de la cavalerie.
Au chapitre 4, Lü Bu déjoue deux tentatives d'assassinat contre Dong Zhuo : la première en empêchant Wu Fu de poignarder Dong Zhuo, la seconde lorsque par sa présence Cao Cao revient sur sa décision d'assassiner Dong Zhuo.
Au chapitre 5, Lü Bu accompagne Dong Zhuo au détroit de Hulao pour affronter la coalition menée par Yuan Shu. Il défait en combat singulier Fang Yue, et sème la panique dans les rangs ennemis. Lü Bu affronte en duel Mu Shun puis Wu Anguo et les bat tous deux.
C'est dans ce chapitre qu'apparaît la célèbre — quoique fictive — scène du combat de Lü Bu contre les trois frères jurés Liu Bei, Guan Yu et Zhang Fei : à la bataille suivante, Lü Bu est sur le point de tuer Gongsun Zan lorsque Zhang Fei surgit et l'affronte en combat singulier. Après s'être échangés une centaine de coups sans qu'un vainqueur soit désigné, Guan Yu entre lui aussi dans la bataille pour soutenir Zhang Fei et tous trois s'échangent une trentaine de coups lorsque Liu Bei vient à son tour porter secours à ses deux frères. Finalement, fatigué du combat, Lü Bu crée une ouverture et prend la fuite.
Au chapitre 6, Lü Bu rentre à Chang'an avec Dong Zhuo. Plus tard, ce dernier l'envoie piller les tombeaux de Luoyang lors de la mise à sac de la capitale. Il affronte ensuite l'armée de Cao Cao et a une brève escarmouche avec Xiahou Dun lors de la bataille, interrompue par Li Ru. Finalement, il inflige à Cao Cao une défaite.

### Assassinat de Dong Zhuo

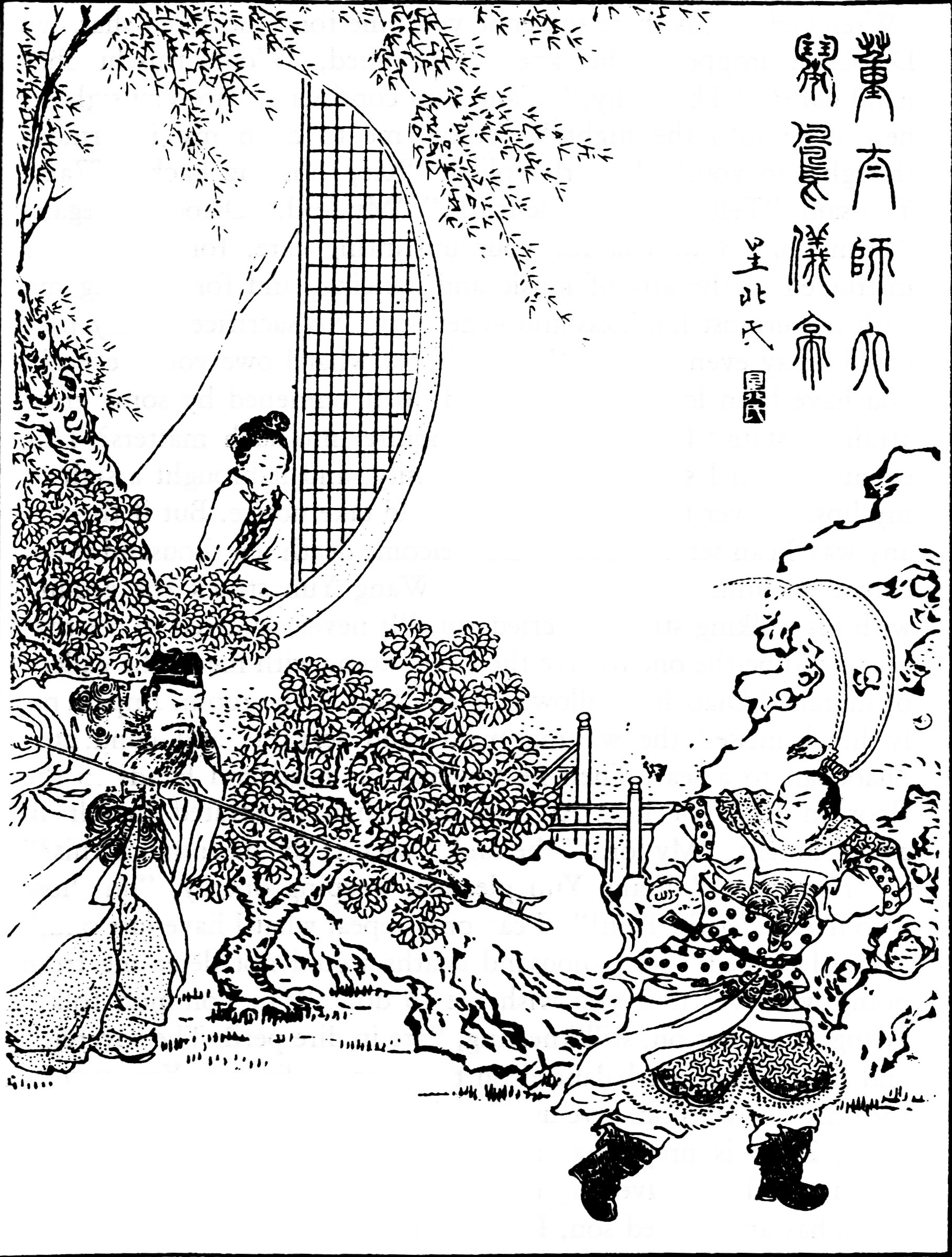
Illustration du chapitre 8 du Roman des Trois Royaumes : Lü Bu (à droite), chassé par Dong Zhuo. On aperçoit au fond Diao Chan, l'objet de leur querelle. Historiquement, il est fait mention dans les chroniques que Dong Zhuo a lancé une hallebarde sur Lü Bu, mais le personnage de Diao Chan est purement fictif.

Aux chapitres 8 et 9 a lieu la scène du roman où apparaît Diao Chan, une des « quatre beautés » de la Chine antique, dans la fiction de Luo Guanzhong. Le ministre Wang Yun complote contre Dong Zhuo et décide d'utiliser les charmes de sa fille adoptive Diao Chan pour semer la zizanie entre Lü Bu et Dong Zhuo. Il propose Diao Chan en mariage à Lü Bu, mais l'offre finalement à Dong Zhuo comme concubine. Diao Chan parvient à force d'intrigues à monter Lü Bu et Dong Zhuo l'un contre l'autre, si bien que Dong Zhuo, en colère, lance une hallebarde sur Lü Bu. Wang Yun parvient alors à convaincre Lü Bu d'assassiner Dong Zhuo. Les soldats de Wang Yuan entourent Dong Zhuo et le blessent de coup de lance, puis Lü Bu lui porte le coup de grâce.

### Exil - Luttes contre Cao Cao
Au chapitre 11, après les troubles suivant la mort de Dong Zhuo, Lü Bu se réfugie auprès de Yuan Shu, mais ce dernier refuse de le recevoir. En 192, Lü Bu se place alors au service de Yuan Shao qui l'utilise pour affronter Zhang Yan. Cependant Lü Bu se montre tellement arrogant que Yuan Shao est sur le point de l'assassiner. Lü Bu doit fuir auprès de Zhang Yang qui le prend sous ses ordres. Mais ce dernier reçoit l'ordre d'exécuter Lü Bu, et celui-ci fuit à nouveau et rejoint Zhang Miao. Il fait également la rencontre de Chen Gong, son futur conseiller. Plus tard, Lü Bu affronte Cao Cao près de Puyang et lui inflige plusieurs défaites.
Au chapitre 12, Cao Cao tend un piège à Lü Bu en se faisant passer pour mort. Ce dernier, croyant qu'il s'agit d'une occasion rêvée, lance une attaque surprise, mais tombe dans l'embuscade de Cao Cao et subit une défaite. Il se réfugie à Puyang que Cao Cao assiège. Finalement, la famine se fait sentir et les deux armées lèvent le camp. Plus tard, Cao Cao revient avec son armée et lorsqu’il arrive à Puyang, Lü Bu décide de faire une sortie en personne, malgré les conseils de Chen Gong, et affronte Xu Chu. Voyant que tous deux sont de force égale, Cao Cao envoie Dian Wei attaquer Lü Bu sur l’autre flanc, mais Lü Bu parvient à faire face aux deux guerriers. Lorsque Xiahou Dun, Xiahou Yuan, Li Dian et Yue Jin rejoignent la bataille, Lü Bu estime ne plus pouvoir les affronter tous ensemble, et tente de se réfugier dans Puyang ; mais la famille Tian qui dirige la ville refuse de lever le pont-levis. Lü Bu doit fuir tandis que Cao Cao prend possession de Puyang. Estimant Lü Bu trop dangereux pour être laissé en vie, Cao Cao lui donne la chasse. Lü Bu trouve refuge à Dingtao que Cao Cao assiège. Lü Bu craint une embuscade et refuse de faire une sortie. Cao Cao décide de l’appâter en faisant mine de se rendre en forêt et Lü Bu, malgré les conseils de Chen Gong, décide de bouter le feu à la forêt. Il tombe dans l’embuscade de Cao Cao et perd les deux tiers de ses troupes. N’ayant plus assez d’hommes pour garder efficacement Dingtao, il fuit avec les restes de son armée tandis que Cao Cao s’empare de la ville et de toute la province de Yan.

### Au service de Liu Bei
Au chapitre 13, Lü Bu pense un moment se réfugier auprès de Yuan Shao, mais ce dernier a lui-même envoyé une armée pour l’abattre. Sur les conseils de Chen Gong, Lü Bu se tourne vers Liu Bei, qui était devenu maître de la province de Xu. Liu Bei donne à Lü Bu l’accueil d’un héros, et lui offre la province de Xu. Lü Bu est sur le point d’accepter le sceau que lui offre Liu Bei, mais se rend compte qu’il risque de se faire assassiner par Zhang Fei et Guan Yu. Il rejette donc la proposition de Liu Bei, puis lui présente sa femme et sa fille. Liu Bei fait alors preuve d’une modestie excessive, si bien que Lü Bu lui dit : « Petit frère, vous n’avez pas à être si modeste. », ce qui déclenche la colère de Zhang Fei qui estime le terme « petit frère » insultant, et défie Lü Bu plusieurs fois en duel. Lü Bu manifeste à Liu Bei son désir de partir, mais Liu Bei le retient en s’excusant pour le comportement de Zhang Fei, et lui propose de s’installer avec ses troupes à Xiaopei. Lü Bu accepte la proposition.
Au chapitre 14, Cao Cao apprend que Liu Bei a accueilli Lü Bu sur ses terres. Plutôt que de chercher querelle à Liu Bei, il lui offre un décret lui donnant officiellement le contrôle de Xu, avec ordre d’assassiner Lü Bu, espérant les retourner l’un contre l’autre. Lü Bu vient présenter ses félicitations à Liu Bei, mais il est accueilli par Zhang Fei qui se précipite sur lui avec son épée. Liu Bei parvient à retenir Zhang Fei et révèle à Lü Bu l’ordre de Cao Cao mais fait part de son intention de ne pas le suivre, comprenant l’intention de Cao Cao de faire s’opposer deux rivaux. Lorsque Cao Cao apprend que son plan a échoué, il décide d’utiliser une autre stratégie en incitant Yuan Shu à attaquer Liu Bei, espérant que Lü Bu en profitera pour se retourner contre Liu Bei. En même temps, il envoie à Liu Bei l’ordre d’attaquer Yuan Shu. Liu Bei part donc en campagne et laisse à Zhang Fei le contrôle de la ville. Un jour, il fait bastonner Cao Bao, le beau-père de Lü Bu, car celui-ci ne voulait pas boire de vin. Lü Bu prend offense et attaque la ville par surprise, forçant Zhang Fei à prendre la fuite. Lü Bu prend également en otage les femmes de Liu Bei.

### Gouverneur de Xu

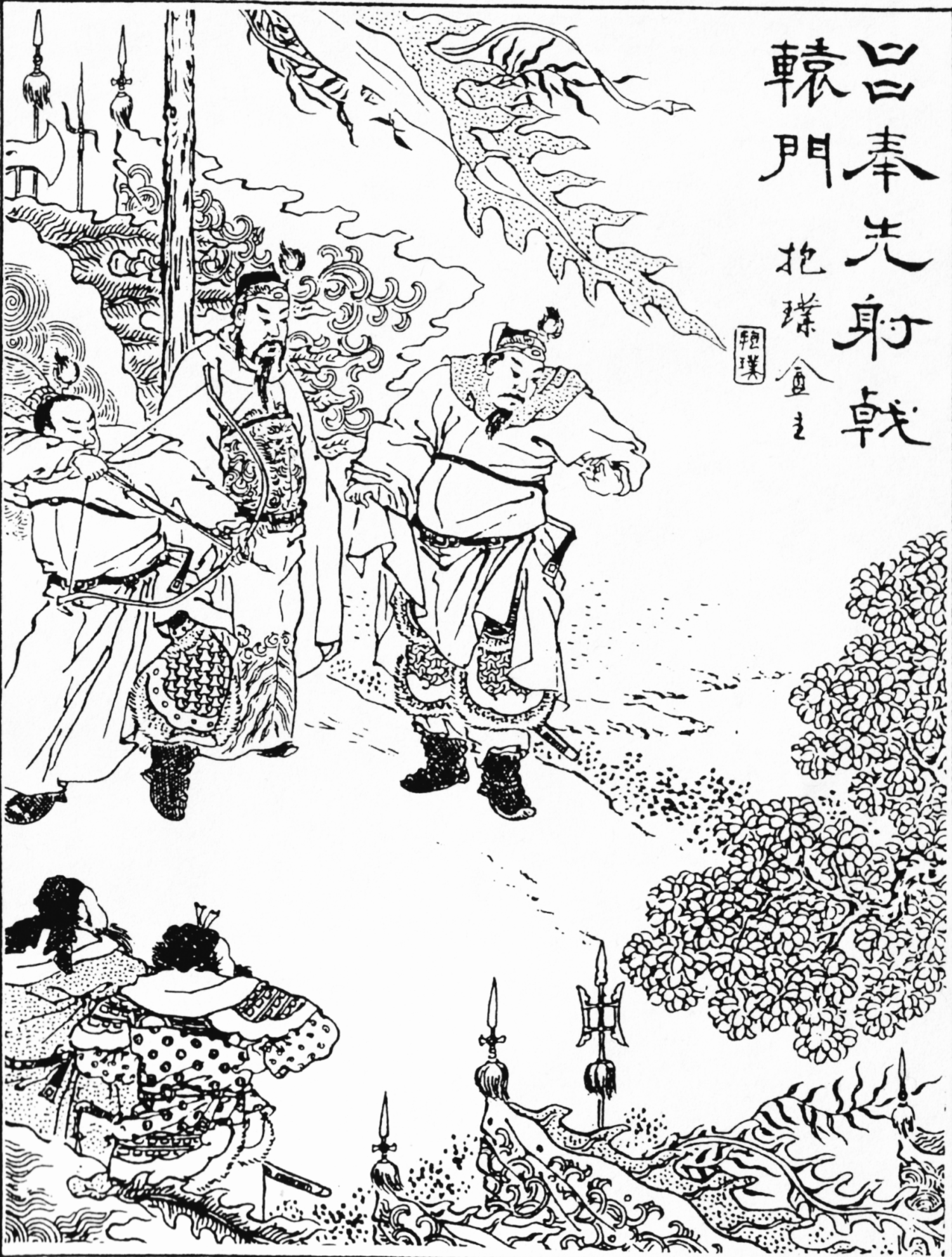
Illustration du chapitre 16 du Roman des Trois Royaumes : Lü Bu (à gauche) démontre ses talents d'archers. En haut, Liu Bei et Ji Ling attendent le résultat de l'épreuve. Cette scène a été très fortement inspirée d'une anecdote des chroniques historiques.

Au chapitre 15, Yuan Shu apprend que Lü Bu a pris contrôle de Xu, et lui envoie de précieux cadeaux pour l’inciter à s’en prendre davantage à Liu Bei. Lü Bu envoie Gao Shun attaquer Liu Bei, mais ce dernier s’arrange pour fuir avant l’arrivée de l’armée et Gao Shun rentre bredouille. Yuan Shu, voyant que Liu Bei n’a pas été capturé, menace de reprendre ses cadeaux, ce qui met Lü Bu en fureur. Lü Bu décide donc de s’allier avec Liu Bei contre Yuan Shu et en guise de bonne foi, lui rend sa famille, et lui propose également de lui rendre la province de Xu, ce que Liu Bei refuse. Liu Bei part se mettre en garnison à Xiaopei.
Au chapitre 16, Yuan Shu se rend compte que la coalition Lü Bu–Liu Bei est trop puissante et cherche à les retourner l’un contre l’autre. Il offre à Lü Bu les cadeaux qu’il lui avait promis en lui demandant de ne pas intervenir quand il s’en prendra à Liu Bei. Yuan Shu envoie Ji Ling attaquer Liu Bei et celui-ci envoie à Lü Bu un appel à l’aide. Se rendant compte qu’une victoire de Yuan Shu serait catastrophique sur le long terme pour lui, Lü Bu décide de venir en aide à Liu Bei. Il force Ji Ling et Liu Bei à se rencontrer lors d’un banquet. Il fait planter sa hallebarde aux portes de la ville et fait cette proposition à Ji Ling et Liu Bei : s’il parvient à planter une flèche dans la tête de sa hallebarde à plus de 150 pas de distance, chaque armée lèvera le camp. Autrement, ils pourront se battre tout leur soûl. Ji Ling et Liu Bei approuvent et Lü Bu fait mander un arc court et parvient à toucher sa cible. Les hostilités cessent donc, mais Yuan Shu est furieux de ce qu’il considère être une trahison de Lü Bu. Il décide cependant de recourir à nouveau à la diplomatie et propose à Lü Bu un mariage entre sa fille et son fils. Lü Bu n’a qu’une fille, et réticent à l'idée de s’en séparer, il consulte sa femme. Celle-ci lui fait miroiter la possibilité que sa fille devienne impératrice un jour grâce à une telle alliance. Lü Bu finit donc par accepter la proposition de Yuan Shu. Le messager Han Yin revient avec la dot de Yuan Shu. En attendant, Chen Gong comprend les intentions de Yuan Shu, mais ne s’y oppose pas, et fait tout pour accélérer le mariage. La règle de l’époque était d’attendre une certaine durée entre la réception de la dot et la consommation du mariage dépendante du statut des mariés (un an pour les empereurs, six mois pour les hauts fonctionnaires) mais Chen Gong parvient à convaincre Lü Bu d’envoyer sa fille au plus vite avant qu’un adversaire politique n’en prenne connaissance. Entre-temps, Chen Gui apprend le mariage et en fait miroiter les désavantages à Lü Bu. Il sera à jamais à la solde de Yuan Shu et le moindre refus d'obéir donnerait à Yuan Shu une raison de l'attaquer ouvertement par manque de piété envers la famille. Et si Yuan Shu venait à se couronner empereur, il deviendrait un rebelle, ce qui ferait de Lü Bu un membre de la famille d'un rebelle. Paniqué, Lü Bu fait rappeler sa fille et emprisonner Han Yin.
Lü Bu apprend alors que Liu Bei achète des chevaux et recrute des hommes, à première vue sans raisons, puis que Zhang Fei, déguisé en brigand, lui a volé 150 chevaux. Furieux, il envoie une armée contre Liu Bei et dispute une longue joute avec Zhang Fei, mais le duel est interrompu par Liu Bei qui fait sonner la retraite et se barricade à Xiaopei. Liu Bei propose à Lü Bu de rendre les chevaux, mais sur les conseils de Chen Gong, Lü Bu poursuit les hostilités. Liu Bei se tourne alors vers Cao Cao. Initialement Cao Cao pense offrir à Lü Bu une promotion officielle afin de l'inciter à faire la paix avec Liu Bei.
De son côté Yuan Shu ordonne à Lü Bu d'envoyer sa fille pour le mariage, ce qui met Lü Bu en colère. Lü Bu envoie Chen Deng auprès de Cao Cao pour qu'il lui offre officiellement le gouvernement de Xu, mais Chen Deng le trahit en disant à Cao Cao que le plus vite l'empire sera débarrassé de Lü Bu, le mieux ce sera. Cao Cao offre une promotion à Cheng Deng et son père, mais aucune à Lü Bu, ce qui éveille la suspicion de ce dernier. Cependant, lorsqu'il rencontre Chen Deng et l'accuse de trahison, celui-ci parvient à s'en sortir en disant : « Lorsque j'ai rencontré le seigneur Cao, je lui ai dit qu'il fallait traiter avec vous comme on élève un tigre : il faut vous donner votre content de viande ou vous dévoreriez les hommes. Mais il m'a répondu en riant : “Ah non ! Il faut traiter avec votre seigneur comme on élève un faucon : il ne faut surtout pas le nourrir tant qu'il reste des renards ou des lièvres à chasser. Tant qu'il a faim, il peut servir. Repu, il part au loin.” » Comprenant que les renards et lièvres faisaient référence à Yuan Shu, Sun Ce, Yuan Shao, Liu Biao, Liu Zhang et Zhang Lu, Lü Bu se sent flatté et cesse d'accuser Chen Deng.
Au chapitre 17, Yuan Shu se proclame empereur et essaie d’accélérer les préparatifs pour le mariage, mais apprend que Lü Bu l’a trahi et envoyé Han Yin à la capitale pour y être exécuté. Furieux, il organise une grande offensive contre Lü Bu. Paniqué, Lü Bu pense faire exécuter Chen Deng et Chen Gui pour apaiser Yuan Shu, mais Chen Deng lui propose un plan pour venir à bout de Yuan Shu sans effort en retournant les généraux de Yuan Shu contre lui. Lü Bu approuve le plan, et au cours des batailles qui suivent, il inflige de lourdes défaites à Yuan Shu.
Plus tard, Cao Cao monte sa coalition contre Yuan Shu et offre à Lü Bu le titre de général de la gauche. Cependant, avant le départ, Cao Cao confie à Liu Bei la tâche de « creuser un piège pour le tigre », autrement dit, capturer Lü Bu.

### Chute
Au chapitre 18, Cao Cao, pris en tenaille entre Yuan Shao, Liu Biao, Zhang Xiu et Lü Bu, se demande lequel il doit attaquer. Son stratège Guo Jia lui conseille de profiter des campagnes de Yuan Shao contre Gongsun Zan pour attaquer Lü Bu. Il envoie à Liu Bei une missive pour s’assurer de ses loyautés. Cependant Lü Bu intercepte la réponse et en conclut que Liu Bei l’a trahi. Averti, il envoie Gao Shun attaquer Xiahou Dun. Ce dernier est battu et perd un œil au cours du combat. Lü Bu se prépare alors à attaquer Liu Bei.
Au chapitre 19, Lü Bu inflige une sévère défaite à Liu Bei, qui doit fuir et réfugier auprès de Cao Cao. Lü Bu reprend possession de Xiaopei et prend comme otages la famille de Liu Bei. Cao Cao décide de mener la campagne contre Lü Bu en personne et envoie Cao Ren capturer Xiaopei. Lü Bu se précipite pour sauver Xiaopei et laisse la protection de la ville de Xu à Chen Gui et prend Chen Deng avec lui. Chen Deng organise la défaite de Lü Bu et lorsque Lü Bu rentre à Xu, les portes de la ville sont fermées. Il tente de retourner à Xiaopei, mais la ville a été capturée entre-temps par Cao Ren et Chen Deng le nargue du haut des murailles. Lü Bu est alors attaqué tour à tour par Guan Yu, Zhang Fei et Cao Cao et doit se réfugier à Xiapi dont Cao Cao monte le siège. Chen Gong lui conseille d’en profiter pour attaquer, mais Lü Bu ne l’écoute pas, refroidi par ses dernières défaites. Cao Cao tente de négocier avec Lü Bu et ce dernier pense accepter, mais Chen Gong tire une flèche sur Cao Cao, interrompant les négociations. Chen Gong lui propose un plan pour affamer l’armée de Cao Cao, mais Lü Bu n’écoute plus que les conseils de sa femme et se contente de rester dans la ville en s’enivrant.
Il écoute cependant un conseil de Xu Si et Wang Si et propose à nouveau à Yuan Shu un mariage, mais Yuan Shu n’accepte d’envoyer des renforts qu’une fois la fille de Lü Bu arrivée. Malheureusement entre-temps Cao Cao accentue le siège et l’expédition de la mariée s’avère impossible. Lü Bu se réfugie à nouveau dans le vin. Cao Cao accentue davantage la pression en faisant détourner la rivière Yi pour inonder Xiapi.
Un jour, en se regardant dans le miroir, Lü Bu se rend compte que son apparence d’alcoolique lui cause du tort et interdit toute boisson alcoolisée sous peine de mort. Un de ses généraux, Hou Cheng, parvient à recapturer des chevaux volés, veut célébrer l’occasion avec un peu de vin et demande à Lü Bu une autorisation spéciale. Lü Bu prend cette demande pour de la provocation et condamne Hou Cheng à mort, mais se ravise et commute la peine en cinquante coups de bâton. Furieux de son sort, Hou Cheng, Song Xian et Wei Xu complotent contre Lü Bu. Ils volent son cheval, Lièvre Rouge et le livrent à Cao Cao, et profitent du sommeil de Lü Bu pour le ligoter et ouvrent les portes de la ville.
Lü Bu, la mine pitoyable, est présentée devant Cao Cao. Il maudit Hou Cheng, Song Xian et Wei Xu pour leur trahison mais ceux-ci rétorquent : « Vous écoutiez les mots de votre femme mais pas ceux de vos généraux ! » Lü Bu supplie alors Cao Cao et Liu Bei de lui laisser la vie sauve, et propose à Cao Cao de se placer sous ses ordres. Cao Cao hésite un moment mais Liu Bei lui rappelle le sort de Ding Yuan et de Dong Zhuo. Cao Cao ordonne la mise à mort par strangulation tandis que Lü Bu maudit Liu Bei pour son ingratitude. Tandis qu’il est traîné vers l’échafaud, son général, Zhang Liao, lui reproche de ne pas accepter sa mort stoïquement. Après son exécution, sa famille est envoyée à la capitale. Son cheval, Lièvre Rouge, sera offert plus tard à Guan Yu.

## Dans la culture populaire
- Lü Bu apparaît dans le manga Valkyrie Apocalypse en 2017, dans lequel il affronte Thor, le dieu du tonnerre.
- Lü Bu apparait dans le webcomic coréen History of Three States (삼국지 여포전), sous les traits de Yeopo Bongseon
- Lü Bu est un personnage jouable dans la série de jeux vidéos Dynasty Warriors
- Lü Bu apparaît comme antagoniste dans le jeu vidéo Wo Long Fallen Dynasty
- Dans le jeu vidéo Overwatch, le personnage Faucheur (Reaper en Anglais) possède un skin légendaire à l'image de Lü Bu